# Музеј Косовске Митровице
Градски музеј Косовске Митровице је музеј у Косовској Митровици, основан 1952. године. Тренутно се налази у некадашњем Дому ЈНА који се налази у центру града. 
Музеј садржи преко 1.000 археолошких артефаката из различитих историјских периода, који датирају из илирске цивилизације, и приказује преко 800 етнолошких ручних радова, који представљају локалну разноликост. У музеју се, између осталог, налазе историјски материјали и документи и геолошке и нумизматичке збирке.  
Градски музеј организује разне догађаје и активности, чиме је иницирано оснивање секције савремене уметности у оквиру музеја.  